# Сборная Саудовской Аравии по футболу
Сбо́рная Сау́довской Ара́вии по футбо́лу (араб. المنتخب العربي السعودي لكرة القدم‎) представляет Саудовскую Аравию в международных матчах и турнирах по футболу. Управляется и контролируется Федерацией футбола Саудовской Аравии — главным руководящим футбольным органом страны.
В 1956 году Федерация футбола Саудовской Аравии стала членом ФИФА и Азиатской конфедерации футбола. Первый свой официальный матч команда провела 18 октября 1957 года, сыграв вничью (1:1) со сборной Ливана на Панарабских играх. Лишь в 1975 году Саудовская Аравия приняла участие в отборочном турнире Кубка Азии, а в 1976 году — в квалификации чемпионата мира 1978.
Саудовская Аравия трижды выигрывала Кубок Азии (в 1984, 1988 и 1996 годах) и ещё трижды уступала в финале турнира. Сборная шесть раз выходила в финальную стадию чемпионата мира по футболу (с 1994 по 2022 год). Она также дважды побеждала в Кубке арабских наций и трижды в Кубке наций Персидского залива.
Поклонники сборной называют её соколы (араб. سوكول‎, англ. As-Sogour) или зелёные (араб. أخضر‎, англ. Al-Akhdar). Другое прозвище сборной — азиатские бразильцы (араб. البرازيليين من آسيا‎). Домашним стадионом саудовцев служит Международный стадион имени Короля Фахда, расположенный в Эр-Рияде, столице страны.
По состоянию на 3 апреля 2025 года сборная Саудовской Аравии в рейтинге ФИФА занимает 58-е место.

## История

### Генезис национальной сборной (1950—1974)
История футбольной сборной Саудовской Аравии берёт своё начало в 1951 году, когда 27 июня того года команда, составленная из лучших футболистов саудовских клубов «Аль-Вахда» из Мекки и «Аль-Ахли» из Джидды, провела товарищеский матч с командой, собранной из членов Министерства здравоохранения Египта. На следующий день египтяне сыграли с ещё одной саудовской командой, на этот раз состоящей из футболистов саудовских клубов «Аль-Иттихад» из Джидды и «Аль-Хиляль» из Эр-Рияда.
В 1956 году была сформирована Федерация футбола Саудовской Аравии, которая в том же году стала членом Международной федерации футбола (ФИФА) и Азиатской конфедерации футбола (АФК), основанной двумя годами ранее. 20 октября 1957 года саудовская команда сыграла свой первый официальный матч, проходивший в рамках футбольного турнира Панарабских игр в Бейруте, столице Ливана. Саудовцы разошлись миром с хозяевами соревнований (1:1). Первый гол в истории саудовской сборной забил на 30-й минуте встречи Абдулмаджид Каяль. Команду тогда тренировал египтянин Абдуррахман Фаузи. Спустя два дня саудовцы проиграли с минимальным счётом Иордании, а ещё через два дня одержали первую победу в истории сборной, одолев Сирию со счётом 3:1, но этого успеха не хватило для продолжения участия в том турнире.

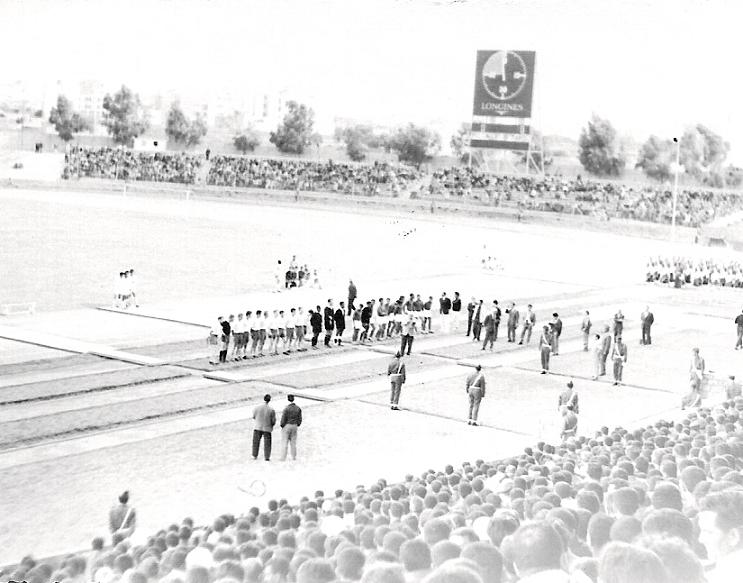
Стадион Чести в Касабланке во время Панарабских игр 1961 года, на котором тогда Саудовская Аравия была разгромлена ОАР со счётом 0:13

В 1961 году Саудовская Аравия снова участвовала в Панарабских играх, которые тогда проводились в Касабланке (Марокко). Этот турнир стал  катастрофой для подопечных Фаузи, потерпевших подряд четыре унизительных поражения: 0:13 от ОАР, 1:7 от Ливана, 1:13 от марокканцев и 1:5 от ливийцев. Два года спустя сборная Саудовской Аравии во главе с главным тренером, тунисцем Али Шауашем была вновь разгромлена ОАР (0:7) в рамках четвертьфинала футбольного турнира игр GANEFO в Индонезии.
В декабре 1967 года саудовцы в товарищеской встрече разгромили Тунис со счётом 4:0, а 17 января 1969 года сыграли свой первый матч с неазиатской сборной, уступив Турции. С 1970 года Саудовская Аравия принимала участие в розыгрышах Кубка наций Персидского залива, где добивалась некоторых успехов (два финала и одно третье место в первых трех соревнованиях). В 1975 году знаменитый венгерский футболист Ференц Пушкаш возглавил сборную Саудовской Аравии, тем самым став первым европейцем на этом посту. При нём Саудовская Аравия впервые приняла участие в отборочных турнирах Кубка Азии и Олимпийских игр.

### Первые шаги на международной арене (1975—1981)

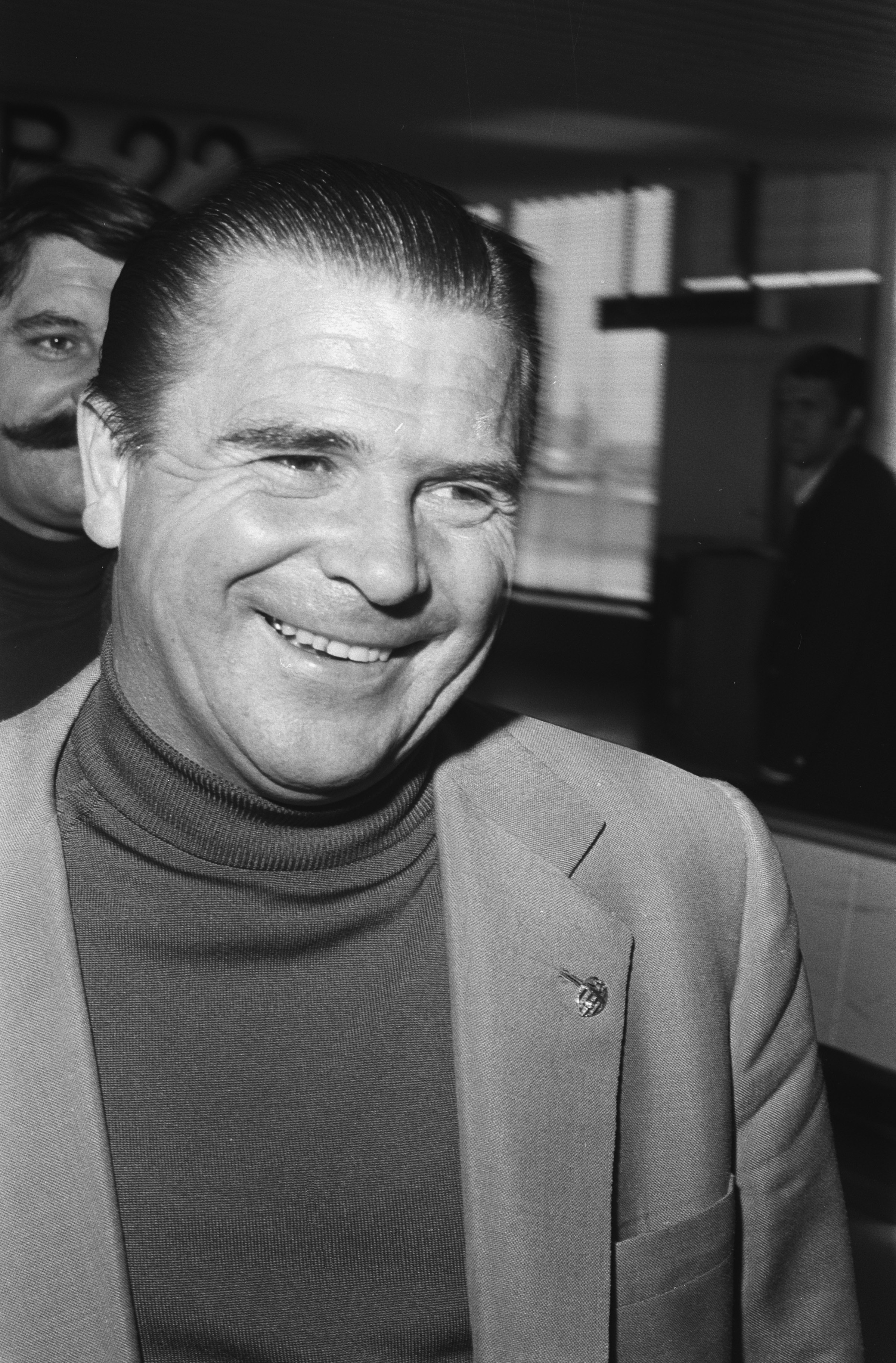
Ференц Пушкаш — главный тренер сборной с 1975 по 1976 год.

2 апреля 1975 года Саудовская Аравия провела свой первый матч в отборочном турнире Кубка Азии 1976, обыграв на нейтральном поле в Багдаде сборную Афганистана со счётом 2:0. В квалификационную группу также входили Ирак и Катар. Саудовцы заняли в ней второе место, вслед за Ираком, что позволяло команде выступить в финальной стадии Кубка Азии. Но по решению саудовской федерации команда под началом Пушкаша отказалась от дальнейшего участия в турнире по неизвестной причине. Спустя несколько месяцев Саудовская Аравия участвовала в отборе на Олимпийские игры 1976 в Монреале, но заняли в своей группе из пяти участников четвёртое место. На Кубке наций Персидского залива 1976 саудовцы выступили неудачно, заняв итоговое пятое место и при этом потерпев унизительное поражение от Ирака со счётом 1:7. В итоге Пушкаша на посту главного тренера сборной сменил британский специалист Билл Макгарри.
Главной задачей нового наставника стала квалификация Саудовской Аравии на чемпионат мира 1978 года в Аргентине. 12 ноября 1976 года сборная провела свой первый матч в истории в рамках квалификации мирового первенства, обыграв дома в Джидде Сирию со счётом 2:0. Но затем саудовцы потерпели три поражения подряд (два от Ирана и одно от той же Сирии) и завершили своё участие на втором месте в группе, не дававшем право на продолжение борьбы. Эта неудача привела к отставке Макгарри, которого сменил другой британец Дэнни Эллисон. Саудовская федерация решила не принимать участие в отборочном турнире Кубка Азии 1980. В 1979 году сборная заняла третье место на Кубке наций Персидского залива, проиграв хозяевам турнира, сборной Ирака. В то же время произошла очередная тренерская перестановка, когда Эллисона сменил другой английский специалист Дэвид Вудфилд, который работал со сборной в течение нескольких следующих месяцев. В 1981 году саудовская федерация договорилась с бразильским тренером Рубенсом Минелли, возглавившим сборную.

### С 1981 года
Сборная трижды побеждала на Кубке Азии (1984, 1988 и 1996) и ещё трижды играла в финалах этого турнира.
Смогли пройти отбор с пятой попытки и добыли путёвку на чемпионат мира 1994 года в США. Представители Азии, которыми руководил аргентинец Хорхе Солари, попали в сложную группу со сборными Нидерландов, Бельгии и Марокко. В первой игре в Вашингтоне против Нидерландов полузащитник Фуад Амин открыл счёт в середине первого тайма, но во второй половине игры европейцы усилиями Вима Йонка и Гастона Таумента сумели забить два мяча и победить, при чём второй мяч был забит на 87-й минуте. Во втором матче в Нью-Джерси саудовцы обыграли сборную Марокко со счётом 2:1 (мячи забили Сами аль-Джабер и Фуад Амин). В решающем матче против Бельгии футболисты из Азии забили уже на пятой минуте: после сольного прохода почти через всё поле отличился Саид аль-Увайран. Этот гол входит во многие рейтинги самых красивых мячей, забитых на чемпионатах мира, аль-Увайрана после него стали называть «арабским Марадоной», после успешного выступления на чемпионате мира Саид был признан лучшим футболистом Азии 1994 года. После гола аль-Увайрана игра успокоилась, так как этот исход устраивал обе команды, они выходили в 1/8 финала (согласно регламенту того чемпионата мира в плей-офф выходили 4 из 6 сборных, занявших третье место в группе). Победа же бельгийцев оставляла сборную Саудовской Аравии за чертой плей-офф, куда вместо неё попадала сборная России, накануне разгромившая Камерун 6:1. В итоге бельгийцы спокойно довели матч до поражения, из-за чего ряд экспертов[кто?] обвинил их в недостатке мотивации и даже умышленной сдаче игры.
В 1/8 финала саудовцы в Далласе проиграли шведам (1:3), которые затем заняли третье место.
Сборная Саудовской Аравии проходила отбор на чемпионаты мира 1998, 2002 и 2006 годов, но выступила на них неудачно, в 9 матчах проиграв 7 раз и только дважды сыграв вничью при разнице забитых и пропущенных мячей 4-26. Наиболее неудачно сложился чемпионата мира 2002 года, где азиатские футболисты проиграли все три матча, не забив ни одного мяча. В первой игре в Саппоро саудовцы потерпели унизительное поражение от сборной Германии со счётом 0:8. В последнем матче на чемпионате мира 2002 года саудовцы потерпели ещё одно разгромное поражение от сборной Ирландии (0:3). Таким образом безвыигрышная серия саудовцев на чемпионатах мира составляет 10 матчей. В 2010 и 2014 годах саудовцы не смогли отобраться на чемпионат мира. В Азии они также утратили статус грандов — в XXI веке на 4 Кубках Азии саудовцы лишь раз сумели завоевать медали.
Многолетний голкипер сборной Саудовской Аравии Мохамед ад-Деайя, согласно данным ФИФА, занимает второе место в истории по количеству сыгранных матчей за национальную сборную среди всех футболистов всех стран (178). При этом ад-Деайя, участвовавший в 4 чемпионатах мира (1994, 1998, 2002, 2006), завершил карьеру в сборной в сравнительно молодом для голкипера возрасте 34 лет, продолжив выступления на клубном уровне. Рекордсменом, по данным ФИФА, является египтянин Ахмад Хасан (184 матча).
Саудовская Аравия прошла квалификацию на Чемпионат мира 2018. На нём саудовцы потерпели разгромное поражение от России 0:5 и минимальное поражение от Уругвая 0:1. В матче против Египта Саудовская Аравия неожиданно выиграла 2:1, но не вышла из группы. Тем самым сборная повторила результат 1998, 2002 и 2006 года.

## Достижения
- Обладатель Кубка Азии (3): 1984, 1988, 1996
  - Финалист Кубка Азии (3): 1992, 2000, 2007
- Обладатель Кубка арабских наций (2): 1998, 2002
  - Финалист Кубка арабских наций (1): 1992
- Обладатель Кубка наций Персидского залива (3): 1994, 2002, 2003
  - Финалист Кубка наций Персидского залива (5): 1972, 1974, 1998, 2009, 2010
- Финалист Кубка конфедераций (1): 1992

## Участие в международных турнирах

### Чемпионаты мира
| Финальные турниры | Финальные турниры                   | Финальные турниры                   | Финальные турниры                   | Финальные турниры                   | Финальные турниры                   | Финальные турниры                   | Финальные турниры                   | Финальные турниры                   |                                     | Отборочные турниры                  | Отборочные турниры                  | Отборочные турниры                  | Отборочные турниры                  | Отборочные турниры                  | Отборочные турниры                  |                                     |
| Год               | Результат                           | Место                               | И                                   | В                                   | Н                                   | П                                   | ГЗ                                  | ГП                                  | И                                   | В                                   | Н                                   | П                                   | ГЗ                                  | ГП                                  |                                     |                                     |
| ----------------- | ----------------------------------- | ----------------------------------- | ----------------------------------- | ----------------------------------- | ----------------------------------- | ----------------------------------- | ----------------------------------- | ----------------------------------- | ----------------------------------- | ----------------------------------- | ----------------------------------- | ----------------------------------- | ----------------------------------- | ----------------------------------- | ----------------------------------- | ----------------------------------- |
| 1930              | Не была членом ФИФА                 | Не была членом ФИФА                 | Не была членом ФИФА                 | Не была членом ФИФА                 | Не была членом ФИФА                 | Не была членом ФИФА                 | Не была членом ФИФА                 | Не была членом ФИФА                 | -                                   | -                                   | -                                   | -                                   | -                                   | -                                   |                                     |                                     |
| 1934              | Не была членом ФИФА                 | Не была членом ФИФА                 | Не была членом ФИФА                 | Не была членом ФИФА                 | Не была членом ФИФА                 | Не была членом ФИФА                 | Не была членом ФИФА                 | Не была членом ФИФА                 | -                                   | -                                   | -                                   | -                                   | -                                   | -                                   |                                     |                                     |
| 1938              | Не была членом ФИФА                 | Не была членом ФИФА                 | Не была членом ФИФА                 | Не была членом ФИФА                 | Не была членом ФИФА                 | Не была членом ФИФА                 | Не была членом ФИФА                 | Не была членом ФИФА                 | -                                   | -                                   | -                                   | -                                   | -                                   | -                                   |                                     |                                     |
| 1950              | Не была членом ФИФА                 | Не была членом ФИФА                 | Не была членом ФИФА                 | Не была членом ФИФА                 | Не была членом ФИФА                 | Не была членом ФИФА                 | Не была членом ФИФА                 | Не была членом ФИФА                 | -                                   | -                                   | -                                   | -                                   | -                                   | -                                   |                                     |                                     |
| 1954              | Не была членом ФИФА                 | Не была членом ФИФА                 | Не была членом ФИФА                 | Не была членом ФИФА                 | Не была членом ФИФА                 | Не была членом ФИФА                 | Не была членом ФИФА                 | Не была членом ФИФА                 | -                                   | -                                   | -                                   | -                                   | -                                   | -                                   |                                     |                                     |
| 1958              | Не участвовала                      | Не участвовала                      | Не участвовала                      | Не участвовала                      | Не участвовала                      | Не участвовала                      | Не участвовала                      | Не участвовала                      | -                                   | -                                   | -                                   | -                                   | -                                   | -                                   |                                     |                                     |
| 1962              | Не участвовала                      | Не участвовала                      | Не участвовала                      | Не участвовала                      | Не участвовала                      | Не участвовала                      | Не участвовала                      | Не участвовала                      | -                                   | -                                   | -                                   | -                                   | -                                   | -                                   |                                     |                                     |
| 1966              | Не участвовала                      | Не участвовала                      | Не участвовала                      | Не участвовала                      | Не участвовала                      | Не участвовала                      | Не участвовала                      | Не участвовала                      | -                                   | -                                   | -                                   | -                                   | -                                   | -                                   |                                     |                                     |
| 1970              | Не участвовала                      | Не участвовала                      | Не участвовала                      | Не участвовала                      | Не участвовала                      | Не участвовала                      | Не участвовала                      | Не участвовала                      | -                                   | -                                   | -                                   | -                                   | -                                   | -                                   |                                     |                                     |
| 1974              | Не участвовала                      | Не участвовала                      | Не участвовала                      | Не участвовала                      | Не участвовала                      | Не участвовала                      | Не участвовала                      | Не участвовала                      | -                                   | -                                   | -                                   | -                                   | -                                   | -                                   |                                     |                                     |
| 1978              | Не прошла квалификацию              | Не прошла квалификацию              | Не прошла квалификацию              | Не прошла квалификацию              | Не прошла квалификацию              | Не прошла квалификацию              | Не прошла квалификацию              | Не прошла квалификацию              | 4                                   | 1                                   | 0                                   | 3                                   | 3                                   | 7                                   |                                     |                                     |
| 1982              | Не прошла квалификацию              | Не прошла квалификацию              | Не прошла квалификацию              | Не прошла квалификацию              | Не прошла квалификацию              | Не прошла квалификацию              | Не прошла квалификацию              | Не прошла квалификацию              | 10                                  | 4                                   | 1                                   | 5                                   | 9                                   | 16                                  |                                     |                                     |
| 1986              | Не прошла квалификацию              | Не прошла квалификацию              | Не прошла квалификацию              | Не прошла квалификацию              | Не прошла квалификацию              | Не прошла квалификацию              | Не прошла квалификацию              | Не прошла квалификацию              | 2                                   | 0                                   | 1                                   | 1                                   | 0                                   | 1                                   |                                     |                                     |
| 1990              | Не прошла квалификацию              | Не прошла квалификацию              | Не прошла квалификацию              | Не прошла квалификацию              | Не прошла квалификацию              | Не прошла квалификацию              | Не прошла квалификацию              | Не прошла квалификацию              | 9                                   | 4                                   | 3                                   | 2                                   | 11                                  | 9                                   |                                     |                                     |
| 1994              | 1/8 финала                          | 12                                  | 4                                   | 2                                   | 0                                   | 2                                   | 5                                   | 6                                   | 11                                  | 6                                   | 5                                   | 0                                   | 28                                  | 7                                   |                                     |                                     |
| 1998              | Групповой этап                      | 28                                  | 3                                   | 0                                   | 1                                   | 2                                   | 2                                   | 7                                   | 14                                  | 9                                   | 3                                   | 2                                   | 26                                  | 7                                   |                                     |                                     |
| 2002              | Групповой этап                      | 32                                  | 3                                   | 0                                   | 0                                   | 3                                   | 0                                   | 12                                  | 14                                  | 11                                  | 2                                   | 1                                   | 47                                  | 8                                   |                                     |                                     |
| 2006              | Групповой этап                      | 28                                  | 3                                   | 0                                   | 1                                   | 2                                   | 2                                   | 7                                   | 12                                  | 10                                  | 2                                   | 0                                   | 24                                  | 2                                   |                                     |                                     |
| 2010              | Не прошла квалификацию              | Не прошла квалификацию              | Не прошла квалификацию              | Не прошла квалификацию              | Не прошла квалификацию              | Не прошла квалификацию              | Не прошла квалификацию              | Не прошла квалификацию              | 15                                  | 8                                   | 4                                   | 3                                   | 25                                  | 15                                  |                                     |                                     |
| 2014              | Не прошла квалификацию              | Не прошла квалификацию              | Не прошла квалификацию              | Не прошла квалификацию              | Не прошла квалификацию              | Не прошла квалификацию              | Не прошла квалификацию              | Не прошла квалификацию              | 8                                   | 3                                   | 3                                   | 2                                   | 14                                  | 7                                   |                                     |                                     |
| 2018              | Групповой этап                      | 24                                  | 3                                   | 1                                   | 0                                   | 2                                   | 2                                   | 7                                   | 18                                  | 12                                  | 3                                   | 3                                   | 45                                  | 14                                  |                                     |                                     |
| 2022              | Групповой этап                      | 25                                  | 3                                   | 1                                   | 0                                   | 2                                   | 3                                   | 5                                   | 18                                  | 13                                  | 4                                   | 1                                   | 34                                  | 10                                  |                                     |                                     |
| 2026              | Будет определено позднее            | Будет определено позднее            | Будет определено позднее            | Будет определено позднее            | Будет определено позднее            | Будет определено позднее            | Будет определено позднее            | Будет определено позднее            |                                     |                                     |                                     |                                     |                                     |                                     |                                     |                                     |
| 2030              | Будет определено позднее            | Будет определено позднее            | Будет определено позднее            | Будет определено позднее            | Будет определено позднее            | Будет определено позднее            | Будет определено позднее            | Будет определено позднее            | Будет определено позднее            | Будет определено позднее            | Будет определено позднее            | Будет определено позднее            | Будет определено позднее            | Будет определено позднее            |                                     |                                     |
| 2034              | Квалифицирована как хозяйка турнира | Квалифицирована как хозяйка турнира | Квалифицирована как хозяйка турнира | Квалифицирована как хозяйка турнира | Квалифицирована как хозяйка турнира | Квалифицирована как хозяйка турнира | Квалифицирована как хозяйка турнира | Квалифицирована как хозяйка турнира | Квалифицирована как хозяйка турнира | Квалифицирована как хозяйка турнира | Квалифицирована как хозяйка турнира | Квалифицирована как хозяйка турнира | Квалифицирована как хозяйка турнира | Квалифицирована как хозяйка турнира | Квалифицирована как хозяйка турнира | Квалифицирована как хозяйка турнира |
| Всего             | Лучший: 1/8 финала                  | Участие: 6/22                       | 19                                  | 4                                   | 2                                   | 13                                  | 14                                  | 44                                  | 135                                 | 81                                  | 31                                  | 23                                  | 266                                 | 103                                 |                                     |                                     |

### Кубок Азии
| Финальные турниры | Финальные турниры                   | Финальные турниры                   | Финальные турниры                   | Финальные турниры                   | Финальные турниры                   | Финальные турниры                   | Финальные турниры                   | Финальные турниры                   |    | Отборочные турниры | Отборочные турниры | Отборочные турниры | Отборочные турниры | Отборочные турниры | Отборочные турниры |
| Год               | Результат                           | Место                               | И                                   | В                                   | Н                                   | П                                   | ГЗ                                  | ГП                                  | И  | В                  | Н                  | П                  | ГЗ                 | ГП                 |                    |
| ----------------- | ----------------------------------- | ----------------------------------- | ----------------------------------- | ----------------------------------- | ----------------------------------- | ----------------------------------- | ----------------------------------- | ----------------------------------- | -- | ------------------ | ------------------ | ------------------ | ------------------ | ------------------ | ------------------ |
| 1956 — 1972       | Не участвовала                      | Не участвовала                      | Не участвовала                      | Не участвовала                      | Не участвовала                      | Не участвовала                      | Не участвовала                      | Не участвовала                      | —  | —                  | —                  | —                  | —                  | —                  |                    |
| 1976              | Отказалась от участия               | Отказалась от участия               | Отказалась от участия               | Отказалась от участия               | Отказалась от участия               | Отказалась от участия               | Отказалась от участия               | Отказалась от участия               | 6  | 3                  | 1                  | 2                  | 12                 | 5                  |                    |
| 1980              | Отказалась от участия               | Отказалась от участия               | Отказалась от участия               | Отказалась от участия               | Отказалась от участия               | Отказалась от участия               | Отказалась от участия               | Отказалась от участия               | —  | —                  | —                  | —                  | —                  | —                  |                    |
| 1984              | Чемпион                             | 1                                   | 6                                   | 3                                   | 3                                   | 0                                   | 7                                   | 3                                   | 4  | 4                  | 0                  | 0                  | 19                 | 0                  |                    |
| 1988              | Чемпион                             | 1                                   | 6                                   | 3                                   | 3                                   | 0                                   | 5                                   | 1                                   | —  | —                  | —                  | —                  | —                  | —                  |                    |
| 1992              | Финалист                            | 2                                   | 5                                   | 2                                   | 2                                   | 1                                   | 8                                   | 3                                   | —  | —                  | —                  | —                  | —                  | —                  |                    |
| 1996              | Чемпион                             | 1                                   | 6                                   | 3                                   | 2                                   | 1                                   | 11                                  | 6                                   | 4  | 4                  | 0                  | 0                  | 10                 | 0                  |                    |
| 2000              | Финалист                            | 2                                   | 6                                   | 3                                   | 1                                   | 2                                   | 11                                  | 8                                   | —  | —                  | —                  | —                  | —                  | —                  |                    |
| 2004              | Групповой этап                      | 13                                  | 3                                   | 0                                   | 1                                   | 2                                   | 3                                   | 5                                   | 6  | 6                  | 0                  | 0                  | 31                 | 1                  |                    |
| 2007              | Финалист                            | 2                                   | 6                                   | 4                                   | 1                                   | 1                                   | 12                                  | 6                                   | 6  | 5                  | 0                  | 1                  | 21                 | 4                  |                    |
| 2011              | Групповой этап                      | 15                                  | 3                                   | 0                                   | 0                                   | 3                                   | 1                                   | 8                                   | —  | —                  | —                  | —                  | —                  | —                  |                    |
| 2015              | Групповой этап                      | 10                                  | 3                                   | 1                                   | 0                                   | 2                                   | 5                                   | 5                                   | 6  | 5                  | 1                  | 0                  | 9                  | 3                  |                    |
| 2019              | 1/8 финала                          | 12                                  | 4                                   | 2                                   | 0                                   | 2                                   | 6                                   | 3                                   | 8  | 6                  | 2                  | 0                  | 28                 | 4                  |                    |
| 2023              | 1/8 финала                          | ?                                   | 4                                   | 2                                   | 2                                   | 0                                   | 5                                   | 2                                   | 8  | 6                  | 2                  | 0                  | 22                 | 4                  |                    |
| 2027              | Квалифицирована как хозяйка турнира | Квалифицирована как хозяйка турнира | Квалифицирована как хозяйка турнира | Квалифицирована как хозяйка турнира | Квалифицирована как хозяйка турнира | Квалифицирована как хозяйка турнира | Квалифицирована как хозяйка турнира | Квалифицирована как хозяйка турнира | 6  | 4                  | 1                  | 1                  | 12                 | 3                  |                    |
| Всего             | Лучший: 3 титула                    | Участие: 12/19                      | 52                                  | 23                                  | 15                                  | 14                                  | 74                                  | 50                                  | 54 | 43                 | 7                  | 4                  | 164                | 24                 |                    |

### Кубок конфедераций
| Год   | Результат            | Место                | И                    | В                    | Н                    | П                    | ГЗ                   | ГП                   | Состав               |
| ----- | -------------------- | -------------------- | -------------------- | -------------------- | -------------------- | -------------------- | -------------------- | -------------------- | -------------------- |
| 1992  | Финалист             | 2                    | 2                    | 1                    | 0                    | 1                    | 4                    | 3                    | состав               |
| 1995  | Групповой этап       | 5                    | 2                    | 0                    | 0                    | 2                    | 0                    | 4                    | состав               |
| 1997  | Групповой этап       | 7                    | 3                    | 1                    | 0                    | 2                    | 1                    | 8                    | состав               |
| 1999  | 4-е место            | 4                    | 5                    | 1                    | 1                    | 3                    | 8                    | 16                   | состав               |
| 2001  | Не квалифицировалась | Не квалифицировалась | Не квалифицировалась | Не квалифицировалась | Не квалифицировалась | Не квалифицировалась | Не квалифицировалась | Не квалифицировалась | Не квалифицировалась |
| 2003  | Не квалифицировалась | Не квалифицировалась | Не квалифицировалась | Не квалифицировалась | Не квалифицировалась | Не квалифицировалась | Не квалифицировалась | Не квалифицировалась | Не квалифицировалась |
| 2005  | Не квалифицировалась | Не квалифицировалась | Не квалифицировалась | Не квалифицировалась | Не квалифицировалась | Не квалифицировалась | Не квалифицировалась | Не квалифицировалась | Не квалифицировалась |
| 2009  | Не квалифицировалась | Не квалифицировалась | Не квалифицировалась | Не квалифицировалась | Не квалифицировалась | Не квалифицировалась | Не квалифицировалась | Не квалифицировалась | Не квалифицировалась |
| 2013  | Не квалифицировалась | Не квалифицировалась | Не квалифицировалась | Не квалифицировалась | Не квалифицировалась | Не квалифицировалась | Не квалифицировалась | Не квалифицировалась | Не квалифицировалась |
| 2017  | Не квалифицировалась | Не квалифицировалась | Не квалифицировалась | Не квалифицировалась | Не квалифицировалась | Не квалифицировалась | Не квалифицировалась | Не квалифицировалась | Не квалифицировалась |
| Всего | Лучший: финалист     | Участие: 4/11        | 12                   | 3                    | 1                    | 8                    | 13                   | 31                   | -                    |

### Кубок наций Персидского залива
| Год     | Результат             | Место                 | И                     | В                     | Н                     | П                     | ГЗ                    | ГП                    |
| ------- | --------------------- | --------------------- | --------------------- | --------------------- | --------------------- | --------------------- | --------------------- | --------------------- |
| 1970    | 3-е место             | 3                     | 3                     | 0                     | 2                     | 1                     | 2                     | 4                     |
| 1972    | Финалист              | 2                     | 3                     | 2                     | 1                     | 0                     | 10                    | 2                     |
| 1974    | Финалист              | 2                     | 3                     | 3                     | 0                     | 1                     | 9                     | 6                     |
| 1976    | Групповой этап        | 5                     | 6                     | 2                     | 0                     | 4                     | 8                     | 14                    |
| 1979    | 3-е место             | 3                     | 6                     | 3                     | 2                     | 1                     | 14                    | 4                     |
| 1982    | Групповой этап        | 4                     | 5                     | 2                     | 1                     | 2                     | 6                     | 4                     |
| 1984    | 3-е место             | 3                     | 6                     | 3                     | 1                     | 2                     | 9                     | 8                     |
| 1986    | 3-е место             | 3                     | 6                     | 3                     | 0                     | 3                     | 9                     | 9                     |
| 1988    | 3-е место             | 3                     | 6                     | 2                     | 3                     | 1                     | 5                     | 4                     |
| 1990    | Отказалась от участия | Отказалась от участия | Отказалась от участия | Отказалась от участия | Отказалась от участия | Отказалась от участия | Отказалась от участия | Отказалась от участия |
| 1992    | 3-е место             | 3                     | 5                     | 3                     | 0                     | 2                     | 6                     | 4                     |
| 1994    | Чемпион               | 1                     | 5                     | 4                     | 1                     | 0                     | 10                    | 4                     |
| 1996    | 3-е место             | 3                     | 5                     | 2                     | 2                     | 1                     | 8                     | 6                     |
| 1998    | Финалист              | 2                     | 5                     | 3                     | 2                     | 0                     | 5                     | 2                     |
| 2002    | Чемпион               | 1                     | 5                     | 4                     | 1                     | 0                     | 10                    | 3                     |
| 2003–04 | Чемпион               | 1                     | 6                     | 4                     | 2                     | 0                     | 8                     | 2                     |
| 2004    | Групповой этап        | 5                     | 3                     | 1                     | 0                     | 2                     | 4                     | 5                     |
| 2007    | 3-е место             | 3                     | 4                     | 2                     | 1                     | 1                     | 4                     | 3                     |
| 2009    | Финалист              | 2                     | 5                     | 3                     | 2                     | 0                     | 10                    | 0                     |
| 2010    | Финалист              | 2                     | 5                     | 2                     | 2                     | 1                     | 6                     | 2                     |
| 2013    | Групповой этап        | 5                     | 3                     | 1                     | 0                     | 2                     | 2                     | 3                     |
| 2014    | Финалист              | 2                     | 5                     | 3                     | 1                     | 1                     | 9                     | 5                     |
| 2017/18 | Групповой этап        | 6                     | 3                     | 1                     | 1                     | 1                     | 2                     | 3                     |
| Всего   | Лучший: 3 титула      | Участие: 22/23        | 104                   | 53                    | 25                    | 26                    | 156                   | 97                    |

### Летние Азиатские игры
С 2002 года в турнире принимают участие сборные игроков до 23 лет.
| Год   | Результат     | И  | В  | Н | П | ГЗ | ГП |
| ----- | ------------- | -- | -- | - | - | -- | -- |
| 1951  | –             | 0  | 0  | 0 | 0 | 0  | 0  |
| 1954  | –             | 0  | 0  | 0 | 0 | 0  | 0  |
| 1958  | –             | 0  | 0  | 0 | 0 | 0  | 0  |
| 1962  | –             | 0  | 0  | 0 | 0 | 0  | 0  |
| 1966  | –             | 0  | 0  | 0 | 0 | 0  | 0  |
| 1970  | –             | 0  | 0  | 0 | 0 | 0  | 0  |
| 1974  | –             | 0  | 0  | 0 | 0 | 0  | 0  |
| 1978  | –             | 3  | 0  | 2 | 1 | 3  | 4  |
| 1982  | –             | 6  | 3  | 2 | 1 | 7  | 4  |
| 1986  | –             | 6  | 3  | 2 | 1 | 9  | 6  |
| 1990  | –             | 3  | 2  | 1 | 0 | 6  | 0  |
| 1994  | –             | 5  | 3  | 0 | 2 | 9  | 10 |
| 1998  | –             | 0  | 0  | 0 | 0 | 0  | 0  |
| Всего | Участие: 5/13 | 23 | 11 | 7 | 5 | 34 | 24 |

### Кубок арабских наций
| Год         | Результат      | И | В | Н | П | ГЗ | ГП |
| ----------- | -------------- | - | - | - | - | -- | -- |
| 1963 – 1966 | Не участвовала |   |   |   |   |    |    |
| 1985        | 3-е место      |   |   |   |   |    |    |
| 1988        | Групповой этап |   |   |   |   |    |    |
| 1992        | Финалист       |   |   |   |   |    |    |
| 1998        | Чемпион        |   |   |   |   |    |    |
| 2002        | Чемпион        |   |   |   |   |    |    |
| 2009        | Canceled       |   |   |   |   |    |    |
| 2012        | 4-е место      |   |   |   |   |    |    |
| Всего       | Участие: /     |   |   |   |   |    |    |

### Чемпионат Федерации футбола Западной Азии
| Год   | Результат      | И              | В              | Н              | П              | ГЗ             | ГП             |
| ----- | -------------- | -------------- | -------------- | -------------- | -------------- | -------------- | -------------- |
| 2000  | Не участвовала | Не участвовала | Не участвовала | Не участвовала | Не участвовала | Не участвовала | Не участвовала |
| 2002  | Не участвовала | Не участвовала | Не участвовала | Не участвовала | Не участвовала | Не участвовала | Не участвовала |
| 2004  | Не участвовала | Не участвовала | Не участвовала | Не участвовала | Не участвовала | Не участвовала | Не участвовала |
| 2007  | Не участвовала | Не участвовала | Не участвовала | Не участвовала | Не участвовала | Не участвовала | Не участвовала |
| 2008  | Не участвовала | Не участвовала | Не участвовала | Не участвовала | Не участвовала | Не участвовала | Не участвовала |
| 2010  | Не участвовала | Не участвовала | Не участвовала | Не участвовала | Не участвовала | Не участвовала | Не участвовала |
| 2012  | Групповой этап | 3              | 1              | 1              | 1              | 1              | 1              |
| 2014  | Групповой этап | 2              | 0              | 1              | 1              | 1              | 4              |
| Всего | –              | 5              | 1              | 2              | 2              | 2              | 5              |

## Форма

### Домашняя
| ААКН-1985 | ЧМ-1994   | 1995-1997 | ЧМ-1998 | ЧМ-2002    | ЧМ-2006 | 2010 | 2011-2012 | 2012-2014 | 2014-2016 | 2016-2018 |
| ЧМ-2018   | 2020-2022 | ЧМ-2022   | 2023    | 2024—н. в. |         |      |           |           |           |           |

### Гостевая
| 1995-1997 | ЧМ-1998 | ЧМ-2002    | ЧМ-2006 | 2010 | 2011-2012 | 2012-2014 | 2014-2016 | 2016-2018 | ЧМ-2018 | 2020-22 |
| ЧМ-2022   | 2023    | 2024—н. в. |         |      |           |           |           |           |         |         |

Источники:,

## Текущий состав
Следующие игроки были вызваны в состав сборной главным тренером Эрве Ренаром для участия в матчах Чемпионата мира 2022, который проходил в Катаре с 20 ноября по 18 декабря 2022 года.
Игры и голы приведены по состоянию на 30 ноября 2022 года:
| 1  | Вр  | Мухаммед аль-Рубайе  | 14 августа 1997 (27 лет)   | 7  | 0  | Аль-Ахли Джидда    |  |  |
| 21 | Вр  | Мухаммед аль-Уваис   | 10 октября 1991 (33 года)  | 45 | 0  | Аль-Хиляль Эр-Рияд |  |  |
| 22 | Вр  | Наваф аль-Акиди      | 10 мая 2000 (25 лет)       | 0  | 0  | Аль-Наср Эр-Рияд   |  |  |
|    |     |                      |                            |    |    |                    |  |  |
| 2  | Защ | Султан аль-Ганам     | 6 мая 1994 (31 год)        | 27 | 0  | Аль-Наср Эр-Рияд   |  |  |
| 3  | Защ | Абдулла Маду         | 15 июля 1993 (32 года)     | 16 | 0  | Аль-Наср Эр-Рияд   |  |  |
| 4  | Защ | Абдулела аль-Амри    | 15 января 1997 (28 лет)    | 23 | 1  | Аль-Наср Эр-Рияд   |  |  |
| 5  | Защ | Али аль-Булеахи      | 21 ноября 1989 (35 лет)    | 40 | 0  | Аль-Хиляль Эр-Рияд |  |  |
| 6  | Защ | Мухаммед аль-Брейк   | 15 сентября 1992 (32 года) | 42 | 1  | Аль-Хиляль Эр-Рияд |  |  |
| 12 | Защ | Сауд Абдулхамид      | 18 июля 1999 (25 лет)      | 26 | 1  | Аль-Хиляль Эр-Рияд |  |  |
| 13 | Защ | Яссир аль-Шахрани    | 25 мая 1992 (33 года)      | 73 | 2  | Аль-Хиляль Эр-Рияд |  |  |
| 17 | Защ | Хассан Тамбакти      | 9 февраля 1999 (26 лет)    | 21 | 0  | Аль-Шабаб Эр-Рияд  |  |  |
|    |     |                      |                            |    |    |                    |  |  |
| 7  | ПЗ  | Салман аль-Фарадж    | 1 августа 1989 (35 лет)    | 71 | 8  | Аль-Хиляль Эр-Рияд |  |  |
| 8  | ПЗ  | Абдулелах аль-Малки  | 11 октября 1994 (30 лет)   | 29 | 0  | Аль-Хиляль Эр-Рияд |  |  |
| 14 | ПЗ  | Абдулла Утаиф        | 3 августа 1992 (32 года)   | 45 | 1  | Аль-Хиляль Эр-Рияд |  |  |
| 15 | ПЗ  | Али аль-Хассан       | 4 марта 1997 (28 лет)      | 14 | 1  | Аль-Наср Эр-Рияд   |  |  |
| 16 | ПЗ  | Сами аль-Наджей      | 7 февраля 1997 (28 лет)    | 18 | 2  | Аль-Наср Эр-Рияд   |  |  |
| 18 | ПЗ  | Наваф аль-Абед       | 26 января 1990 (35 лет)    | 57 | 8  | Аль-Шабаб Эр-Рияд  |  |  |
| 23 | ПЗ  | Мухаммед Канно       | 22 сентября 1994 (30 лет)  | 41 | 1  | Аль-Хиляль Эр-Рияд |  |  |
| 24 | ПЗ  | Нассер аль-Давсари   | 19 декабря 1998 (26 лет)   | 11 | 0  | Аль-Хиляль Эр-Рияд |  |  |
| 26 | ПЗ  | Рияд Шарахили        | 28 апреля 1993 (32 года)   | 6  | 0  | Абха               |  |  |
|    |     |                      |                            |    |    |                    |  |  |
| 9  | Нап | Фирас аль-Бурайкан   | 14 мая 2000 (25 лет)       | 30 | 6  | Аль-Фатех          |  |  |
| 10 | Нап | Салим аль-Давсари    | 19 августа 1991 (33 года)  | 74 | 19 | Аль-Хиляль Эр-Рияд |  |  |
| 11 | Нап | Салех аль-Шехри      | 1 ноября 1993 (31 год)     | 23 | 11 | Аль-Хиляль Эр-Рияд |  |  |
| 19 | Нап | Хаттан Бахебри       | 16 июля 1992 (33 года)     | 43 | 4  | Аль-Шабаб Эр-Рияд  |  |  |
| 20 | Нап | Абдулрахман аль-Абуд | 1 июня 1995 (30 лет)       | 5  | 0  | Аль-Иттихад Джидда |  |  |
| 25 | Нап | Хайтам Асири         | 23 января 2000 (25 лет)    | 9  | 1  | Аль-Ахли Джидда    |  |  |

## Главные тренеры
- Абдуррахман Фаузи (1957—1961)
- Али Шауаш (1967—1969)
- Джордж Скиннер (1970)
- Таха Исмаил (1972)
- Мухаммед Салех Вашаш (1974)
- / Ференц Пушкаш (1975—1976)
- Билл Макгарри (1976—1977)
- Дэвид Вудфилд (1978—1979)
- Рубенс Минелли (1980—1981)
- Марио Загалло (1982—1984)
- Халиль Ибрагим аз-Заяни (1984—1986)
- Косия Тастило (1986)
- Омар Боррас (1988)
- Карлос Алберто Паррейра (1988—1989)
- Пауло Масса (1990)
- Нелсон Мартинс (1992)
- Кандиньо (1993)
- Мохаммед аль-Караши (1993)
- Лео Бенхаккер (1994)
- Хорхе Солари (1994)
- Иво Вортман (1994)
- Мохаммед аль-Караши (1994—1995)
- Зе Марио (1995—1996)
- Нелу Вингада (1996—1997)
- Отто Пфистер (1997)
- Карлос Алберто Паррейра (1998)
- Мохаммед аль-Караши (1998)
- Отто Пфистер (1998)
- Милан Мачала (1999—2000)
- Насир аль-Джавхар (2000—2001)
- Слободан Сантрач (2001)
- Насир аль-Джавхар (2001—2002)
- Мартин Копман (2002)
- Джерард ван дер Лем (2002—2004)
- Насир аль-Джавхар (2004)
- Габриэль Кальдерон (2004—2005)
- Маркос Пакета (2005—2007)
- Элио дос Анжос (2007—2008)
- Насир аль-Джавхар (2008—2009)
- Жозе Пезейру (2009—2011)
- Насир аль-Джавхар (2011)
- Рожерио Мораэс (2011)
- Франк Райкард (2011—2013)
- Хуан Рамон Лопес Каро (2013—2014)
- Космин Олэрою (2014—2015)
- Фейсал аль-Бадаин (2015)
- Берт ван Марвейк (2015—2017)
- Эдгардо Бауса (2017)
- Крунослав Юрчич (2017)
- / Хуан Антонио Пицци (2018—2019)
- Эрве Ренар (2019—2023)
- Роберто Манчини (2023—2024)
- Эрве Ренар (2024—н.в.)

## Скандалы
В июне 2017 года Федерация футбола Саудовской Аравии принесла официальные извинения за отказ игроков национальной сборной почтить память жертв теракта, произошедшего 3 июня в Лондоне, перед матчем в Аделаиде. После того как диктор объявил минуту молчания, игроки хозяев выстроились в центральном круге, взявшись за руки. В это время часть футболистов сборной Саудовской Аравии остановились, заложив руки за спину. Остальные продолжали разминку на своей половине поля. Саудовские игроки и тренеры на скамейке запасных также отказались почтить память жертв теракта.